# つくば (巡視船・初代)
つくば（JCG Tsukuba, PS-31) は、海上保安庁の巡視船。分類上はPS（Patrol vessel Small）、公称船型は特130トン型。

## 来歴
銚子漁港は400から500隻の漁船が集まり、もっとも早く特定第3種漁港に指定されるなど、全国有数の水揚げ高を誇る大規模な漁港である。しかし航行可能な水路の幅が狭く、浅瀬が多いうえに、利根川の河口に位置することから、河川流と波浪の衝突によって三角波を生じやすく、航行の難所として知られていた。このことから、このような特殊条件で充分な救助活動を遂行しうる小型巡視船として計画されたのが本船である。

## 設計
設計は、部外の学識経験者を招聘して設置された海上保安庁巡視船設計会議によって行われた。吃水を浅くするとともに、沖から河口に向かう波の速度を上回る船速が要求された。このことから、高速艇型のV型船型が採用されているが、主機関の出力は中速船の域を出ておらず、実用上の速力不足は否めなかった。また上記のような航海の難所に配備する予定であったことから、どの隣接二区画に浸水しても沈没しないように水密隔壁を設置するとともに、復原性にも配慮された。なお船体外板は4.5ミリ厚（一部は3.2ミリ厚）の鋼板である。